# Klaus-Dieter Ludwig
Klaus-Dieter Ludwig (ur. 2 stycznia 1943 w Züllichau, zm. 18 maja 2016) – niemiecki wioślarz reprezentujący NRD, dwukrotny medalista olimpijski i wielokrotny medalista mistrzostw świata.

## Kariera
Wystąpił na igrzyskach olimpijskich w Monachium w 1972, gdzie osada NRD w składzie: Dietrich Zander, Reinhard Gust, Eckhard Martens, Rolf Jobst i Klaus-Dieter Ludwig (sternik) zdobyła srebrny medal w czwórkach ze sternikiem. W finale o 1,45 sekundy przegrali z osadą RFN, a o 2,34 sekundy wyprzedzili osadę Czechosłowacji. Brał też udział w igrzyskach olimpijskich w Moskwie w 1980, tym razem startując w ósemkach. Wschodnioniemiecka drużyna: Bernd Krauß, Hans-Peter Koppe, Ulrich Kons, Jörg Friedrich, Jens Doberschütz, Ulrich Karnatz, Uwe Dühring, Bernd Höing i Klaus-Dieter Ludwig wywalczyła złoty medal, w finale wyprzedzając o 2,87 sekundy Wielką Brytanię i o 3,61 sekundy osadę ZSRR.
W ósemkach zdobył też złote medale na mistrzostwach świata w Bledzie (1966) i mistrzostwach świata w Monachium (1981) oraz srebrny na mistrzostwach świata w St. Catharines (1970). Ponadto zwyciężył w czwórkach ze sternikiem na mistrzostwach świata w Nottingham (1975) i mistrzostwach świata w Bledzie (1979) oraz był drugi na mistrzostwach świata w Lucernie (1982).
Wywalczył również srebro w czwórkach ze sternikiem na mistrzostwach Europy w Moskwie (1973).
W 1980 odznaczony Orderem Zasługi dla Ojczyzny.
Wielokrotnie zdobywał mistrzostwo kraju: w ósemkach w latach 1975 i 1979-1982 oraz w czwórkach ze sternikiem w latach 1966, 1973, 1979 i 1981. Z wykształcenia był nauczycielem wychowania fizycznego, pracował jednak w Volkspolizei. Po zjednoczeniu Niemiec był działaczem sportowym w Poczdamie.